# بلانتس فيرسيز زومبيز
بلانتس فيرسيز زومبيز (بالإنجليزية: Plants vs. Zombies)‏ هي لعبة دفاعية مطورة ومنشورة من قبل «ألعاب بوب» تعمل على مايكروسوفت ويندوز وماك أو إس عشرة وأصبحت متوفرة على ستيم (برنامج) وهواتف تعمل بنظام اندرويد. قصة اللعبة هي عبارة عن مالك بيت مهوس باعلوم الاحياء والنباتات يستخدم عدة أنواع من النباتات المختلفة ليمنع هجوم الزومبي الذي صنعه دكتور زومبي. وهي لعبة مدفوعة لبعض الاصدارات ولكنها أصبحت مجانية مؤخرا.أعلنت للمرة الأولى في 5 مايو 2009. نسخة الآي أو إس (أبل) نشرت في فبراير 2010 ونسخة عالية الدقة على آي باد. ونسخة أيضًا على إكس بوكس لايف آركيد في 8 سبتمبر 2010 تحتوي على أطوار جديدة وطور لعب جديد وخصائص جديدة.أيضا هناك نسخة على نينتندو دي إس نشرت في 18 يناير 2011. ونسخة البلاي ستيشن 3 نشرت في 11 فبراير 2011. وهناك أيضا نسخة على الأندرويد حصرية على أمازون آندرويد آب ستور نشرت في 31 مايو 2011. اللعبة حصلت على تقييمات عالية جدًا.
تتكون اللعبة من نمطين للعب: نمط المغامرة ويكون متاح للعب من بداية اللعبة ومكون من 50 مستوى في خمسة عوالم (ساحة امامية نهارية، ساحة امامية ليلية، باحة خلفية نهارية، وباحة خلفية ليلية ضبابية، وسقف نهاري لتسع مستويات ومستوى واحد ليلي) ونمط الألعاب المصغرة وهو عبارة عن مجموعة مستويات متنوعة فريدة من ناحية اللعب وتحتوي على نبات متنوع وتفتح بواسطة النقود للعب. استخدمت أنواع من الفطر للعب بجانب النبات واستخدامه كنبات مع ان الفطر لا يعتبر من النبات.

## روابط خارجية
- بلانتس فيرسيز زومبيز على موقع IMDb (الإنجليزية)